# Estación de Genovés
Genovés o El Genovés es un apeadero ferroviario con parada facultativa situado junto a la localidad española de Alboy, en el municipio de Genovés, provincia de Valencia, Comunidad Valenciana. Cuenta con servicios de media distancia operados por Renfe.

## Situación ferroviaria
La estación se encuentra en el punto kilométrico 5,8 de la línea férrea de ancho ibérico que une Játiva con Alcoy a 94,17 metros de altitud, entre las estaciones de Játiva y de Benigánim.
El tramo es de via única y está sin electrificar.

## Historia
La estación fue inaugurada el 20 de marzo de 1893 con la apertura del tramo Játiva-Albaida de la línea que pretendía unir Játiva con Alcoy. Si bien las obras fueron inauguradas por Norte la concesión original la obtuvo el Marqués de Campo quien acordó la explotación inicial a través de la Sociedad de los Ferrocarriles de Almansa a Valencia y Tarragona (AVT). La incapacidad de esta última por cumplir los plazos de entrega acordados llevaron a que la línea fuera cedida a Norte. En 1941, tras la nacionalización del ferrocarril en España la estación pasó a ser gestionada por la recién creada RENFE.
Desde el 31 de diciembre de 2004 Adif es la titular de las instalaciones ferroviarias.

## Servicios ferroviarios

### Media Distancia
Los trenes de media distancia de Renfe cubren el trayecto Valencia-Alcoy. La frecuencia diaria varía entre los 2 y 4 trenes en cada sentido. 
| Línea MD | Trenes   | Origen/Destino |  | Destino/Origen |
| -------- | -------- | -------------- |  | -------------- |
| 47       | Regional | Valencia-Norte |  | Alcoy          |